# HD 70642

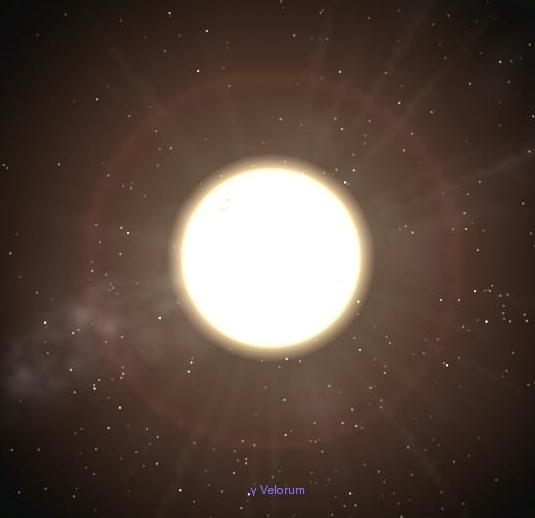
HD 70642

HD 70642 (GJ 304) es una estrella de magnitud aparente +7,18 en la constelación de Puppis, situada el este de Naos (ζ Puppis), norte de Gamma Velorum y noroeste de Suhail (λ Velorum). En 2003 se anunció el descubrimiento de un planeta joviano en órbita alrededor de esta estrella.
Distante 94 años luz del sistema solar, HD 70642 es una enana amarilla de tipo espectral G6V.
Semejante al Sol en muchos aspectos, es, sin embargo, algo más fría que este, con una temperatura superficial de 5671 ± 31 K.
Es aproximadamente igual de masiva que el Sol y brilla con una luminosidad equivalente a la de nuestra estrella.
Su tamaño es comparable al del Sol —su diámetro apenas supera en un 2 % al diámetro solar— y gira sobre sí misma con una velocidad de rotación proyectada de 0,5 km/s.
Parece no existir consenso en cuanto su edad; distintas fuentes cifran su edad en 2400, 3880 y 4700 millones de años.
HD 70642 es una estrella rica en metales, presentando una abundancia relativa de hierro entre un 50 % y un 60 % superior a la del Sol.
Esta misma pauta se repite para elementos como sodio, magnesio y aluminio, todos ellos «sobreabundantes» en relación con los valores solares.

## Sistema planetario
Al igual que Iota Horologii, 47 Ursae Majoris o 51 Pegasi, HD 70642 es un análogo solar que alberga un sistema planetario.
En 2003 se dio a conocer la existencia de un planeta gigante —denominado HD 70642 b— en una órbita casi circular (ε = 0,1) alrededor de esta estrella.
La separación con ella es de 3,3 UA, siendo el periodo orbital de 6 años. Existe la posibilidad de que haya planetas terrestres más cerca de la estrella en donde pueda evolucionar la vida. La órbita de un planeta de estas características debería estar a unas 0,97 UA, con un período orbital aproximado de 350 días. El sistema planetario de HD 70642 es lo más parecido a nuestro sistema solar encontrado hasta el momento.
| Acompañante (En orden desde la estrella) | Masa (MJ)  | Período orbital (días) | Semieje mayor (UA) | Excentricidad |
| ---------------------------------------- | ---------- | ---------------------- | ------------------ | ------------- |
| b                                        | > 2 ± 0,06 | 2231 ± 400             | 3,3                | 0,1 ± 0,06    |